# محمد برابح
محمد برابح (مواليد 12 ديسمبر 1986 ببركان) لاعب كرة قدم مغربي يلعب لنادي الوداد الرياضي المغربي، كما يلعب أيضاً مع المنتخب المغربي.
التحق برابح بمدرسة نادي النهضة البركانية سنة 1998 قبل أن ينتقل إلى نادي مولودية وجدة عام 2004 ليلعب معه أربعة موسم في دوري الدرجة الأولى حيث انتقل على سبيل الإعارة سنة 2008 لنادي عجمان الإماراتي والذي لم يجاوره لفترة كثيراً حيث عاد إلى المغرب ليوقع لنادي الوداد الرياضي سنة 2009 والذي أعاره موسم 2010–2011 إلى نادي الظفرة الإمارتي والذي لم يلعب له سوى 9 مباريات سجل فيها هدفين، قبل أن يعود إلى نادي الوداد سنة 2011 وهو لايزال معه حتى الآن وقد أصبح منذ موسم 2014–2015 عميداً للفريق الأحمر بعد اعتزال الحارس الكبير نادر المياغري
بدأ برابح مسيرته الدولية في المنتخب المغربي المحلي وذلك في 14 ديسمبر 2008 ضد المنتخب الليبي ضمن تصفيات كأس إفريقيا للمحليين، أما مسيرته مع المنتخب الأول فقد بدأت في ودي ضد غينيا الاستوائية في 11 أغسطس 2010 ولعب حتى الآن 5 مباريات رفقة المنتخب المغربي الأول

## روابط خارجية
- محمد برابح على موقع قاعدة بيانات كرة القدم.إي يو (الإنجليزية)
- محمد برابح على موقع ناشيونال فوتبول تيمز (الإنجليزية)
- محمد برابح على موقع كووورة